# تشو كيو هيون
تشو كيو هيون (هانغل: 조규현) (من مواليد 3 فبراير 1988 في سول، كوريا الجنوبية) هو مغن وممثل ومقدم كوري جنوبي بدأ مسيرته الفنية عام 2006. وهو عضو في فرقة سوبر جونيور والفرق الفرعية سوبر جونيور M وسوبر جونيور K.R.Y.

## السيرة الذاتية
كيو هيون لديه أخت واحدة فقط. والد كيو هيون يعمل في قطاع التعليم ويمتلك مدرسة. أم كيو هيون تدير أكاديمية فنون ومقهى. كان يريد داسة القانون ليصبح محاميا. لكنه تخلي عن هذه الفكرة عندما انضم إلى الفرقة الموسيقية في المدرسة الثانوية، حيث أصبح أكثر اهتماما بالموسيقى والغناء.

### حادث السيارة في 2007
حصل له حادث سيارة هو والعضو لي توك حيث فقد هيون وعيه لمده 78 يوم وكان العضو دونغهي أكثر من يزوره وبعد خروجه تأثر الناس بأدائه على المسرح لدرجه البكاء.

## وصلات خارجية
- تشو كيو هيون على موقع IMDb (الإنجليزية)
- تشو كيو هيون على موقع روتن توميتوز (الإنجليزية)
- تشو كيو هيون على موقع ميوزك برينز (الإنجليزية)
- تشو كيو هيون على موقع ميوزك برينز (الإنجليزية)
- تشو كيو هيون على موقع ديسكوغز (الإنجليزية)
- تشو كيو هيون على موقع قاعدة بيانات الفيلم (الإنجليزية)

- الموقع الإلكتروني